# Cantonul Auxerre-Sud-Ouest
Cantonul Auxerre-Sud-Ouest este un canton din arondismentul Auxerre, departamentul Yonne, regiunea Burgundia, Franța.

## Comune
- Auxerre (parțial, reședință)
- Saint-Georges-sur-Baulche
- Villefargeau